# La vera vita di Sebastian Knight
La vera vita di Sebastian Knight è un romanzo di Vladimir Nabokov, il primo che l'autore russo scrisse direttamente in lingua inglese. Scritto tra la fine del 1938 e l'inizio del 1939, venne pubblicato negli Stati Uniti nel 1941. 

## Tema
L'intrigante tema del sottile confine tra realtà e apparenza è giocato con grande creatività in questo romanzo dove un principiante scrittore-detective ricompone faticosamente la vita del fratellastro scomparso, conosciuto per labili tracce, che termina con uno scambio di ruoli tra biografante e biografato. Il fatto stesso che per ricostruire la vita di Sebastian Knight si parta dalle sue opere letterarie lascia intendere chiaramente quale sia la funzione assegnata da Nabokov alla letteratura, non già maestra di vita ma fonte di vita. Per Nabokov, la letteratura è sempre libero esercizio della fantasia, è gioco che ha il potere di ampliare a dismisura il mondo reale dando corpo alle sensazioni, ai desideri.

## Trama
Il narratore cerca di ricostruire la vita del fratellastro Sebastian Knight, noto scrittore morto due mesi prima. All'alba della rivoluzione russa, mentre il narratore e sua madre si trasferiscono a Parigi, Sebastian va a Cambridge a studiare. Sebastian, pur rimanendo sporadicamente in contatto col fratello, vive in modo piuttosto recluso. Il fratello quindi si imbarca nel tentativo di ricostruire la vita di Sebastian attraverso passi tratti dai suoi libri ed entrando in contatto con persone che gli sono state vicine.

## Edizioni italiane
- La vera storia di Sebastiano Knight, traduzione di Giovanni Fletzer, Collezione Pegaso n.11, Milano, Bompiani, 1948.
- La vera vita di Sebastiano Knight, traduzione di Giovanni Fletzer, Collezione I delfini n.106, Milano, Bompiani, 1969.
- La vera vita di Sebastiano Knight, traduzione di Giovanni Fletzer, Collana Tascabili n.195, Milano, Bompiani, 1980.
- La vera vita di Sebastian Knight, traduzione di Germana Cantoni De Rossi, con un saggio di Giorgio Manganelli, Biblioteca n.259, Milano, Adelphi, 1992, ISBN 978-88-459-0939-9.